# كأس الاتحاد الكويتي
كأس الاتحاد الكويتي يُعرف حاليًا تحت اسم كأس زين هي بطولة تنشيطية غير رسمية، وقد كانت تقام في فترة السبعينات على فترات متقطعة، أول نسخة أقيمت في موسم 1970/1969، وتم تسمية البطولة باسم كأس شووت في موسم 2000/2001 و موسم 2002/2003, وفي موسم 2007/2008 قرر الاتحاد الكويتي لكرة القدم بأن يُعيد البطولة مرة أخرى وقد تم تسمية البطولة في موسم 2022/2023 باسم كأس زين لكرة القدم بعد رعاية شركة زين للبطولة.

## قائمة الأبطال
- 1969–70: النادي العربي
- 1970–73: لم تقام المُسابقة.
- 1973–74: نادي الفحيحيل
- 1974–75: نادي خيطان
- 1975–77: لم تقام المُسابقة.
- 1977–78: نادي الكويت
- 1978–79: النادي العربي
- 1979–90: لم تقام المُسابقة.
- 1991–92: نادي الكويت
- 1992–94: لم تقام المُسابقة.
- 1995–96: النادي العربي
- 1996–97: النادي العربي
- 1997–98: لم تقام المُسابقة.
- 1998–99: النادي العربي
- 1999–00: النادي العربي
- 2000–01: النادي العربي
- 2001–02: لم تقام المُسابقة.
- 2002–03: نادي اليرموك
- 2003–07: لم تقام المُسابقة.
- 2007–08: نادي القادسية
- 2008–09: نادي القادسية
- 2009–10: نادي الكويت
- 2010–11: نادي القادسية
- 2011–12: نادي الكويت
- 2012–13: نادي القادسية
- 2013–14: النادي العربي
- 2014–15: نادي الكويت
- 2015–16: نادي كاظمة
- 2016–17: لم تقام المُسابقة.
- 2017–18: نادي كاظمة
- 2018–19: نادي القادسية
- 2019–20: لم تقام المُسابقة.
- 2021–22: نادي النصر
- 2022–23: نادي القادسية

| الفريق        | الفوز |
| ------------- | ----- |
| النادي العربي | 8     |
| نادي القادسية | 6     |
| نادي الكويت   | 5     |
| نادي كاظمة    | 2     |
| نادي اليرموك  | 1     |
| نادي خيطان    | 1     |
| نادي الفحيحيل | 1     |
| نادي النصر    | 1     |

## هدافين البطولات
- 2007–08: خالد عجب (السالمية) 7 أهداف.
- 2008–09: فراس الخطيب (العربي) 8 أهداف.
- 2009–10: خلف السلامة (السالمية) 8 أهداف.
- 2010–11: ألكساندر سانتوس (كاظمة) 11 هدف.
- 2011–12: إسماعيل العجمي (كاظمة) 8 أهداف.

## روابط خارجية
- goalzz.com - كأس الاتحاد الكويتي
- - RSSSF
- كأس الاتحاد الكويتي - Kuwait Federation Cup